# Lundagård
Lundagård (en suédois le jardin de Lund) est un jardin public situé dans le centre-ville de Lund, en Suède. Il se situe entre le bâtiment principal de l'université de Lund et Palaestra et Odeum au nord et la cathédrale de Lund au sud. Les bâtiments Kungshuset, AF-borgen, et le musée historique de Lund sont aussi situés dans le jardin. Pendant longtemps, le jardin était entouré d'un mur, l'isolant du reste de la ville. De nos jours, la seule porte restante des trois qui existaient alors constitue l'entrée du musée Kulturen. 

## Histoire
Le nom Lundagård provient du Moyen Âge, d'un jardin planté par un évêque de Lund. Lors de la réforme, le lieu passa en la possession de la couronne danoise. Entre 1578 et 1584 fut construit dans le jardin Kungshuset (littéralement la maison du roi), alors appelée Lundagårdshuset, et le roi Frédéric II de Danemark y résida, avant que le bâtiment soit confié à l'université de Lund. En 1730, Carl Hårleman fut chargé de la création d'un véritable jardin, comme il venait de le faire à Uppsala. En 1744, le jardin fut d'abord enclos par un mur, contre les voleurs et pour empêcher les animaux non attachés de s'enfuir, et deux ans plus tard, les travaux sur le jardin à proprement parler commencèrent pour s'achever en 1749. Vers le milieu du XIXe siècle, le mur fut abattu, et le jardin devint un jardin ouvert.